# Like a Robot
Singles de Aqua
Playmate to Jesus
(2011) Freaky Friday
(2017)
Pistes de Megalomania
Kill Myself
(3) Viva Las Vegas
(5)
Like a Robot est une chanson du groupe danois Aqua, extraite de leur troisième album studio, Megalomania. Elle est sortie en tant que single promotionnel, en même temps que Playmate to Jesus.
Contrairement à Playmate to Jesus le rythme de la chanson est « up-tempo » et les voix de Lene et René sont plus « robotiques ».
Ce qui montre ainsi la différence de son/facette de Megalomania. Cette chanson fait très electro, très moderne.
La chanson contient des paroles très crues, contrairement aux autres titres du groupe : le refrain est « Why do you, why do you still fuck me like a robot ? », en français « Pourquoi me baises-tu toujours comme un robot ? ».
La pochette du single montre le groupe dans une rue inondée.